# 六瓣石笔木
六瓣石笔木（学名：Tutcheria hexalocularia），为山茶科石笔木属下的一个植物种。